# タシスム
タシスム（Tachisme または Tachism、フランス語の「tache」染み、から）は、1940年代から1950年代のフランスの抽象絵画の様式の一つである。評論家のシャルル・エスティエンヌが1954年、新しい抽象絵画、とりわけジョルジュ・マチューらのものに投げつけられた「タッシュ（しみ、汚点）のようだ」との批判的言説を逆用してタシスムという言葉を用い、これを理論付けている。

## 歴史
スタイルの違いはあるが、ヨーロッパからの反応ということもあり、抽象表現主義と解釈することも可能である。
タシスムはアンフォルメルという第二次世界大戦後まもなくのヨーロッパなどにおける、激情の込められた抽象絵画の流れの一部をなしている。タシスムのほかに叙情的抽象という用語も使われる。また、ヨーロッパにおける抽象表現主義やアクション・ペインティングとみなされることもある。
タシスムはキュビズムなどのクールな幾何学的抽象に対する反動であり、無意識的な筆の動かし方、チューブから搾り出したままの絵具の斑点や滴り、書道を思わせる走り書きなどを特徴としていた。

## 主な作家
- ジャン・デュビュッフェ（Jean Dubuffet, 1901-1985）
- ジャン・フォートリエ（Jean Fautrier, 1898-1964）
- サム・フランシス（Sam Francis, 1923-1994）
- ハンス・アルトゥング（en:Hans Hartung, 1904-1989）
- ジョルジュ・マチュー（en:Georges Mathieu, 1921-2012）
- アンリ・ミショー（Henri Michaux, 1899-1984）
- ピエール・スーラージュ（Pierre Soulages, 1919- ）
- アントニ・タピエス（Antoni Tapies, 1923-2012）
- ヴォルス（Wols (Alfred Otto Wolfgang Schulze), 1913-1951）
- セルジュ・ポリアコフ（en:Serge Poliakoff, 1900 – 1969)